# Mugswell
Mugswell – wieś w Anglii, w hrabstwie Surrey. Leży 26 km na południe od centrum Londynu.